# Bella Donna (album)
Bella Donna – pierwszy solowy album wokalistki Stevie Nicks, wydany w lipcu 1981 roku. Album osiągnął pierwsze miejsce amerykańskiej listy przebojów Billboard 200 już we wrześniu tego roku. Krążek uzyskał status platynowej płyty mniej niż trzy miesiące po jego wydaniu, oraz został certyfikowany czterokrotnie.
Album był promowany przez cztery single: "Stop Draggin' My Heart Around" autorstwa Toma Petty'ego i jego zespołu The Heartbreakers, "Leather and Lace" w duecie z Donem Henleyem, legendarny "Edge of Seventeen" i country rockowy "After the Glitter Fades". Piosenki te osiągnęły odpowiednio 3., 6., 11. i 32. miejsce na amerykańskiej liście przebojów pomiędzy 1981 i 1982.

## Historia
Nicks rozpoczęła pracę nad albumem w 1979, podczas jej sesji nagraniowych dla Fleetwood Mac do albumu Tusk, wydany w październiku tego roku. Nicks nagrała różne wersje demo na początku i w połowie 1980 roku, ale nie zostały one wykorzystane na płycie. Po ukończeniu trasy koncertowej promującej Tusk w dniu  1 września 1980, artystka rozpoczęła pracę z zespołem pod kierownictwem producenta Jimmym Iovine.
Sesje nagraniowe były kontynuowane do wiosny 1981, kiedy ostatecznie ukończono utwory "Edge of Seventeen" i "Stop Draggin' My Heart Around". Zawierający 10 utworów i trwający 42 minuty album Bella Donna został wydany w lipcu 1981. Kilka ukończonych piosenek nie znalazło się na krążku. Są to między innymi "Blue Lamp", która pojawiła się na soundtracku filmu Heavy Metal w późnym 1981, oraz "Sleeping Angel", która znalazła się w filmie Fast Times at Ridgemont High w 1982. Te dwa utwory wchodziły w skład pochodzącego z 1998 box setu Nicks, Enchanted, razem z kolejną niewydaną w 1981 kompozycją, "Gold and Braid". Trzy kolejne utwory, "If You Were My Love", "Belle Fleur" oraz "The Dealer", znalazły się ostatecznie na albumie Nicks z 2014, 24 Karat Gold: Songs from the Vault.
Rhino Records wydało rozszerzoną edycję albumu 4 listopada 2016 roku. Zawiera ona trzy CD, z czego pierwszy to oryginalny, poprawiony technicznie album, drugi to kolekcja alternatywnych i pierwotnych wersji utworów, a trzeci to wersje oryginalnych piosenek nagranych na koncertach w 1981.

## Lista utworów
| Lp. | Tytuł                           | Muzyka i tekst           | Czas |
| --- | ------------------------------- | ------------------------ | ---- |
| 1   | "Bella Donna"                   | Stevie Nicks             | 5:18 |
| 2   | "Kind Of Woman"                 | Benmont Tench, Nicks     | 3:08 |
| 3   | "Stop Draggin' My Heart Around" | Tom Petty, Mike Campbell | 4:02 |
| 4   | "Think About It"                | Nicks                    | 3:33 |
| 5   | "After the Glitter Fades"       | Nicks                    | 3:27 |
| 6   | "Edge Of Seventeen"             | Nicks                    | 5:28 |
| 7   | "How Still My Love"             | Nicks                    | 3:21 |
| 8   | "Leather and Lace"              | Nicks                    | 3:55 |
| 9   | "Outside The Rain"              | Nicks                    | 4:17 |
| 10  | "The Highwayman"                | Nicks                    | 4:49 |

## Wykonawcy
Zespół
- Stevie Nicks – śpiew, pianino w utworze 9
- Lori Perry – wokal wspomagający
- Sharon Celani – wokal wspomagający
- Tom Petty – śpiew, gitara (utwór 3)
- Michael Campbell – gitara (utwory 3, 9, 10)
- Don Felder – gitara (utwór 10)
- Benmont Tench – organy, pianino (utwory 1–7, 9)
- Stan Lynch – perkusja (utwory 3, 9)
- Don Henley – śpiew, perkusja, wokal wspomagający (utwory 8, 10)

Gościnnie
- Waddy Wachtel – gitara (utwory 1, 2, 4–8)
- Davey Johnstone – gitara akustyczna (utwory 1, 2, 4, 5, 7, 10)
- Bob Glaub – gitara basowa (utwory 1, 2, 4–7)
- Duck Dunn – gitara basowa (utwór 3)
- Tom Moncrieff – gitara basowa (utwór 9)
- Richard Bowden – gitara basowa (utwór 10)
- Dan Dugmore – gitara elektryczna
- Bill Elliott – pianino (utwór 1)
- Russ Kunkel – perkusja (utwory 1, 2, 4–8)
- Bobbye Hall – perkusja (utwór 1, 2, 4–7)
- Phil Jones – perkusja (utwór 3)
- Roy Bittan – pianino (utwory 2, 5–8)
- Bill Payne – pianino (utwór 4)
- David Adelstein – syntezator (utwór 1)

Utworzono na podstawie materiału źródłowego.
Fotografia na okładce
- Herbert W. Worthington[11]